# Alberto Vouillat
Alberto Leopoldo Vouillat (fl. XX secolo) è stato un calciatore argentino, di ruolo portiere.

## Carriera

### Club
Vouillat esordì in massima serie argentina nel corso del campionato 1942; durante tale torneo giocò in 2 occasioni con il River Plate, vincendo il titolo. Nell'unica stagione al club di Núñez in cui giocò fu il terzo portiere, dietro a Barrios e Sirni. Si trasferì poi al Gimnasia di La Plata: esordì il 9 maggio 1943 contro il Racing Club, subendo 2 reti. Dopo 4 gare giocate a maggio, tornò tra i pali a luglio contro il Newell's Old Boys. Ottenne le ultime presenze tra ottobre e novembre. Nel 1944 giocò 2 incontri con il Banfield, e nel 1946 altri 2 con il Vélez Sarsfield.

## Palmarès

### Club

#### Competizioni nazionali
- Campionato argentino: 1

River Plate: 1942